# Samantha Mewis
Samantha June Mewis (Weymouth, 9 ottobre 1992) è un'ex calciatrice statunitense, di ruolo centrocampista.
È sorella minore di Kristie, anch'ella calciatrice nel medesimo ruolo, con la quale ha condiviso la maglia della nazionale statunitense alle Olimpiadi di Tokyo 2020.

## Palmarès

### Club
- National Women's Soccer League: 3

Western New York Flash: 2016
North Carolina Courage: 2018, 2019
- NWSL Shield: 2

North Carolina Courage: 2018, 2019

### Nazionale
- Campionato mondiale: 1

2019
- Bronzo olimpico: 1

Tokyo 2020
- CONCACAF Women's Championship: 1

2018
- Campionato mondiale under 20: 1

2012
- Campionato mondiale under 17: 1

2008
- SheBelieves Cup: 2

2016, 2020
- Tournament of Nations: 1

2018

### Individuale
- U.S. Soccer Athlete of the Year: 1

Premio femminile: 2020